# NGC 3913
NGC 3913 је спирална галаксија у сазвежђу Велики медвед која се налази на NGC листи објеката дубоког неба.
Деклинација објекта је + 55° 21' 14" а ректасцензија 11h 50m 38,4s. Привидна величина (магнитуда) објекта NGC 3913 износи 12,8 а фотографска магнитуда 13,5. Налази се на удаљености од 17,0000 милиона парсека од Сунца. NGC 3913 је још познат и под ознакама IC 740, UGC 6813, MCG 9-20-1, IRAS 11480+5537, CGCG 268-92, CGCG 269-4, KUG 1148+556, PGC 37024.